# Осмар Донизети Кандидо
Осмар Донизети Кандидо (24. октобар 1968) бивши је бразилски фудбалер.

## Каријера
Током каријере играо је за Ботафого, Бенфика, Коринтијанс Паулиста, Васко да Гама, Крузеиро, Палмеирас и многе друге клубове.

## Репрезентација
За репрезентацију Бразила дебитовао је 1995. године. За национални тим одиграо је 9 утакмица и постигао 2 гола.

## Статистика
| Бразил | Бразил | Бразил |
| Год.   | Ута.   | Гол.   |
| ------ | ------ | ------ |
| 1995   | 1      | 1      |
| 1996   | 3      | 1      |
| 1997   | 4      | 0      |
| 1998   | 1      | 0      |
| Укупно | 9      | 2      |